# 김자민
김자민(1985년 3월 22일 ~ )은 대한민국의 방송 기자이다.

## 학력
- 한양대학교 국제문학과 졸업

## 경력
- KBS 기상캐스터
- tv 조선 기자,주말뉴스 앵커
- tv 조선 경제산업부 기자
- tv 조선 산업부 기자
- tv 조선 국제부 기자

## 진행

### TV
- TV조선 주말뉴스 토 일 (2015년 6월 6일 ~ 2015년 9월 6일)
- TV조선 뉴스 판 (주말 - 2016년 6월 18일 ~ 2017년 7월 2일)
- TV조선 뉴스 9 (주말 - 2017년 7월 8일 ~ 2019년 5월 12일)
- TV조선 뉴스 퍼레이드 (임시 - 2023년 12월 25일 ~ 2023년 12월 29일)